# Cyriacus Wilche
Cyriacus Wilche (né vers 1620 et mort le 26 avril 1667 à Iéna) est un compositeur et organiste allemand de la période baroque.

## Œuvres
- Battaglia, pour deux violons, 3 violes et basse continue, 1659. Œuvre qui fait partie du Codex Rost, collection acquise par Sébastien de Brossard à Strasbourg.